# Go Big or Go Homer
Go Big or Go Homer, titulado Al estilo grande o al estilo Homero en Hispanoamérica y A lo grande o a lo Homer en España, es el segundo episodio de la trigesimoprimera temporada de la serie animada Los Simpson, y el episodio 664 de la serie en general. Se estrenó el 6 de octubre de 2019 en Estados Unidos, el 30 de agosto de 2020 en Hispanoamérica y el 8 de junio de 2021 en abierto en España.

## Argumento
En la planta de energía nuclear de Springfield, es el cumpleaños de Lenny. Los trabajadores preparan una fiesta sorpresa, aportando 5 dólares cada uno, pero el Sr. Burns entra justo antes que Lenny, firma la tarjeta con un texto gigante y no ingresa. Cuando Burns arruina la sorpresa para Lenny, Homer se enoja tanto que se obsesiona con conseguir que Burns se disculpe.
Al día siguiente, se enfrenta a Burns, quien lo sorprende disculpándose y contribuyendo al fondo de cumpleaños. Cuando Smithers se entera, le informa a Homer que la medicación espesante de piel que usa Burns lo vuelve incontrolablemente decente. Como castigo por aprovecharse de la condición del Sr. Burns, Homer es degradado a supervisor de los pasantes de la Planta de Energía Nuclear.
Cuando sus compañeros internos se burlan de Homer, un hombre llamado Mike Wegman se pone de pie y lo defiende, y le pide a Homer que sea su mentor.
Homer lleva a Mike a su estación de trabajo, y Mike le revela que tiene 35 años. Cuando Homer le pregunta por qué quiere un trabajo diseñado para un joven de 20 años, Mike dice que ha admirado a Homer durante años y quiere seguir los pasos de su héroe. Homer lo invita a cenar para mostrarle a su familia lo que es que alguien lo respete.
Mike lleva a la cena a su esposa embarazada Maurine. Cuando Bart comienza a faltarle el respeto a Homer, Mike enfurecido lo regaña hasta que lo hace llorar. Marge procede a echar a Mike de la casa. Más tarde esa noche, Marge propone que Homer ayude a Mike a crecer.
Homer empuja a Mike a crear su propio negocio: "Mike's slices", una nueva forma de producir pizza. Le piden a Burns que sea el inversor. Cuando Burns, que ya no está tomando el medicamento, comienza a insultar a Homer, Mike pierde los estribos y le grita. El Sr. Burns dispara a Mike, pero su arma es tan vieja que no tiene ningún efecto.
Sintiéndose culpable, Homer le revela a Mike que él no es el genio que Mike cree que es, y de hecho ha causado varios accidentes en la planta. La honestidad de Homer inspira a Mike, que compra un camión de comida con dinero prestado por Fat Tony. Homer está preocupado, pero Mike le asegura que ganará suficiente dinero para pagarle a Fat Tony apostando en un juego de baloncesto universitario, una apuesta que pierde rápidamente.
Mike y Homer huyen, pero Fat Tony los encuentra. Fat Tony está a punto de matarlos cuando prueba la pizza, y le gusta tanto que decide invertir en el negocio; Mike sugiere usar el camión para hacer apuestas y vender marihuana también. Al final, Fat Tony felicita a Homer por ser un gran mentor.

## Recepción
Dennis Perkins de The A.V. Club le dio al episodio una C+ que decía: "El estreno de la temporada 31 de Los Simpson de la semana pasada no fue genial, pero al menos tuvo a la estrella invitada John Mulaney a mano para animar un poco las cosas. El atractivo natural de ser parte del legado de Los Simpson sigue atrayendo invitados en 'Go Big or Go Homer', la segunda salida de la temporada, aunque al igual que el personaje que interpreta, el actor de voz Michael Rapaport agota su bienvenida mucho antes.
John Frink recibió una nominación para los premios Writers Guild of America por Mejor Escritura en Animación en los 72.ª edición de los premios Writers Guild of America por su guion para este episodio.